# سوبرادو
بلدية سوبرادو (بالإسبانية: Sobrado)‏، هي إحدى بلديات مقاطعة لا كرونيا إحدى مقاطعات إسبانيا، و التي تقع في منطقة جليقية شمال غرب إسبانيا.
يبلغ عدد سكانها 2.434 نسمة وفقاً لإحصائية سنة (2002)
ومساحتها 121 km²
بلدة سوبرادو ، في خصائصها المناخية (درجات الحرارة والأمطار والرطوبة وأشعة الشمس المباشرة لساعات) لديه سمات المناخ المحيط الأطلسي الأوروبية وهذا يعني رطبا وباردا
متوسط الأمطار 1400 مم
.
spg10